# Portaje
Portaje ist eine Gemeinde (municipio) mit 380 Einwohnern (Stand: 2024) im äußersten Nordwesten der Provinz Cáceres in der Autonomen Region Extremadura im Westen Spaniens. 

## Lage
Portaje liegt etwa 100 Kilometer (Fahrtstrecke) nordnordwestlich der Provinzhauptstadt Cáceres in einer Höhe von ca. 375 m nahe der Grenze zu Portugal. Der Rivera de Fresnedoso wird hier aufgestaut. Das Klima ist gemäßigt bis warm; Regen (689 mm/Jahr) fällt hauptsächlich im Winterhalbjahr.

## Bevölkerungsentwicklung
| Jahr      | 1970 | 1981 | 1991 | 2001 | 2011 | 2021 |
| Einwohner | 903  | 475  | 482  | 400  | 400  | 371  |

Der deutliche Bevölkerungsrückgang seit den 1950er Jahren ist im Wesentlichen auf die Mechanisierung der Landwirtschaft sowie die Aufgabe bäuerlicher Kleinbetriebe („Höfesterben“) und den damit einhergehenden Verlust von Arbeitsplätzen zurückzuführen.

## Sehenswürdigkeiten
- Michaeliskirche (Iglesia de San Miguel)
- Christuskapelle
- Marienkapelle

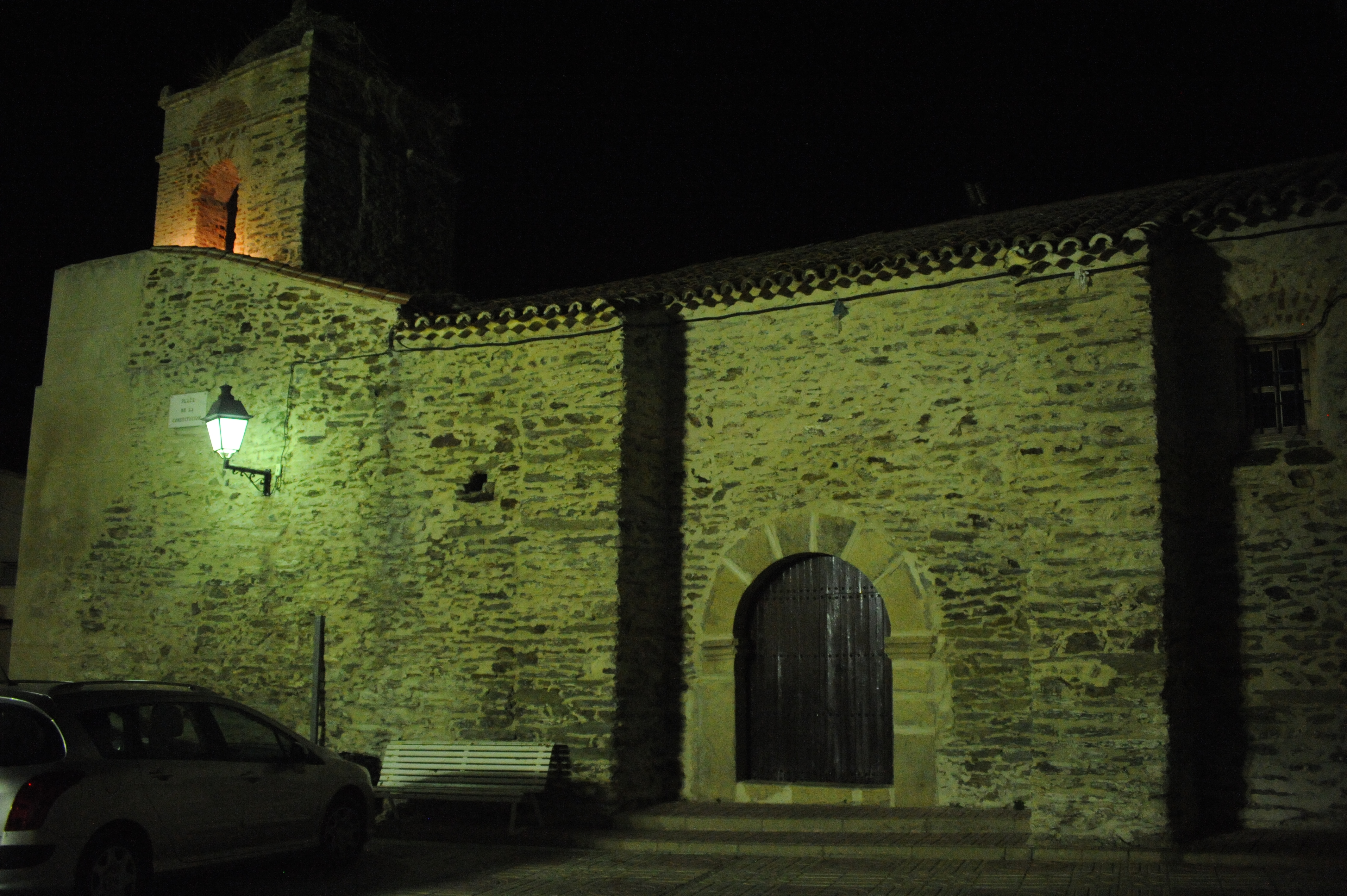
Michaeliskirche
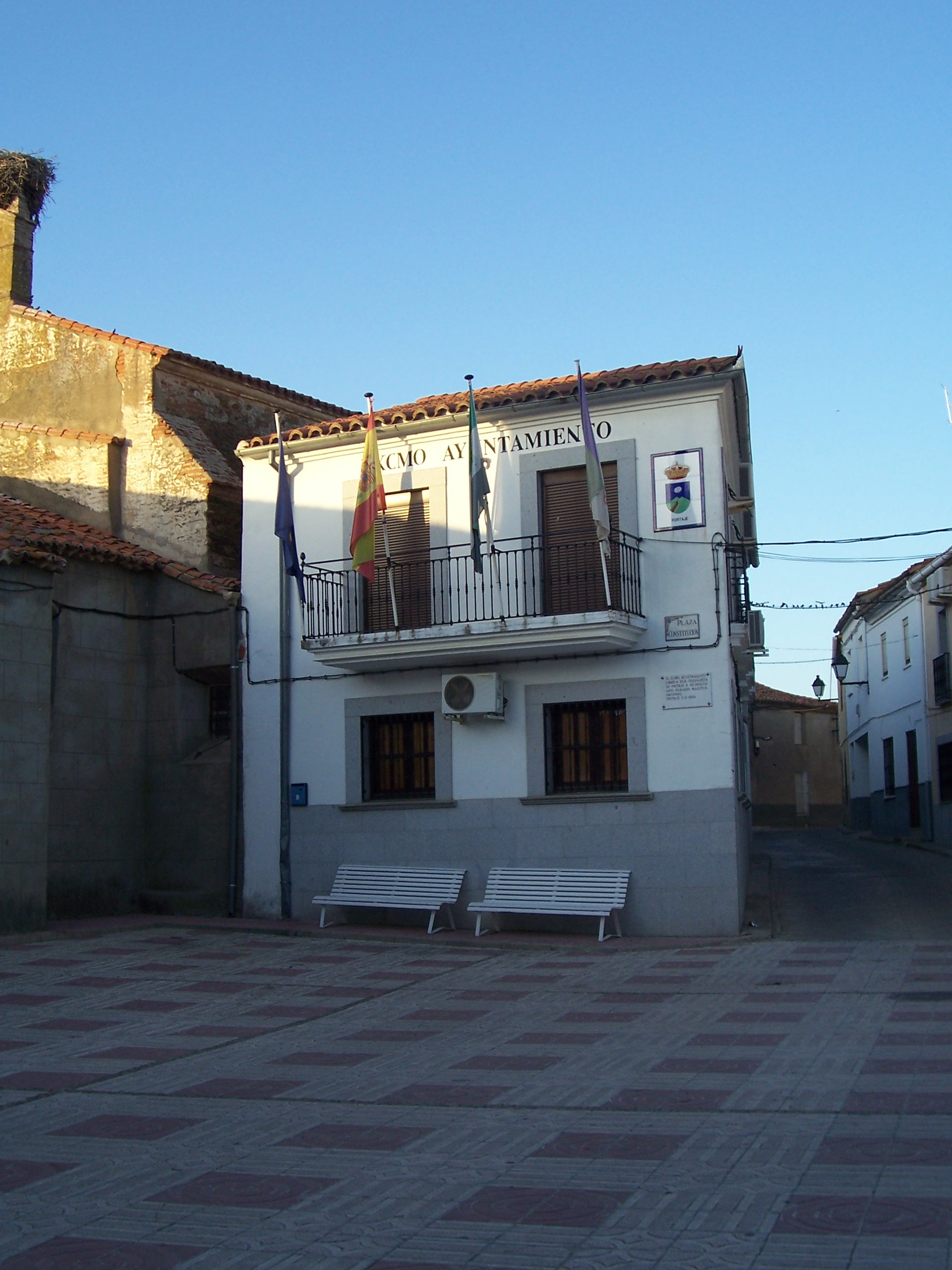
Rathaus